# São Pedro de Oliveira
São Pedro de Oliveira is een plaats (freguesia) in de Portugese gemeente Braga en telt 568 inwoners (2001).